# Sacello di Venere Cloacina
Il sacello di Venere Cloacina era un piccolo luogo sacro situato nel Foro Romano, del quale oggi resta solo un basamento circolare in marmo a ovest della gradinata della basilica Emilia.
La costruzione era dedicata alla dea Cloacina, di origine etrusca, più tardi identificata con Venere.

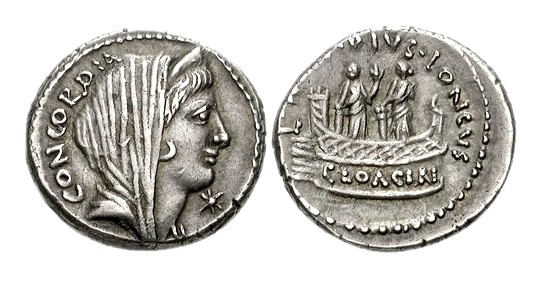
Denario del 42 a.C. Sul dritto: busto della Concordia. Al rovescio: le statue di Venere e Cloacina sulla piattaforma con balaustra metallica del sacello.

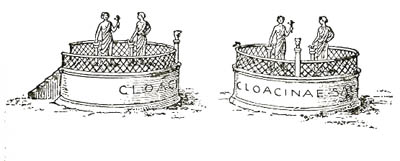
Ricostruzione del sacello secondo Hülsen (1906).

## Storia
Presso il sacello di Venere Cloacina si sarebbero svolti alcuni episodi della mitologia romana delle origini.
Per il racconto di Plinio il Vecchio, quando i Romani e le Sabine decisero di instaurare la pace, depositarono le armi presso il sacello e si purificarono con rametti di mirto.
Vicino al sacello si sarebbe svolta l'uccisione di Verginia da parte del padre, per salvarne la virtù dalle mire del decemviro Appio Claudio.

## Il sacello
Il sacello venne costruito sulla Via Sacra nei pressi dell'area della Tabernae Novae, che successivamente venne rimossa per far spazio alla Basilica Emilia.
(Tito Livio,Ab Urbe condita libri, III, 48.)
Il sacello si trova sopra una costruzione di tufo, che scende tre metri sotto l'attuale piano, nel punto in cui la Cloaca entra nel Foro.
Si credeva che il sacello fosse l'ingresso al sistema delle fognature, ma tale prova non è stata confermata poiché attualmente rimangono solo le fondamenta dell'edificio. Gli archeologi hanno comunque sviluppato un'idea dell'aspetto del sacello poiché esso è riportato sul retro di una moneta emessa durante il secondo triumvirato.
Raffigurato su monete, si trattava di una piccola costruzione a cielo aperto, con un basso recinto circolare metallico che conteneva due statue di culto, citate per esempio dal commentatore di Virgilio, Servio Mario Onorato, che probabilmente raffiguravano l'antica divinità latina Cloacina e Venere.